# Soldaterinran
Soldaterinran, krigsmannaed, faned och andra benämningar avser de högtidliga och/eller förpliktigande påminnelser om en soldats plikter som finns i många länders försvarsmakter. De var tidigast en edsavläggelse inför Gud om trohet mot monarken. Senare varianter innefattar trohet mot fosterlandet, författningen, det demokratiska statsskicket och liknande, medan det religiösa inslaget ofta nedtonats eller borttagits.

## Finland

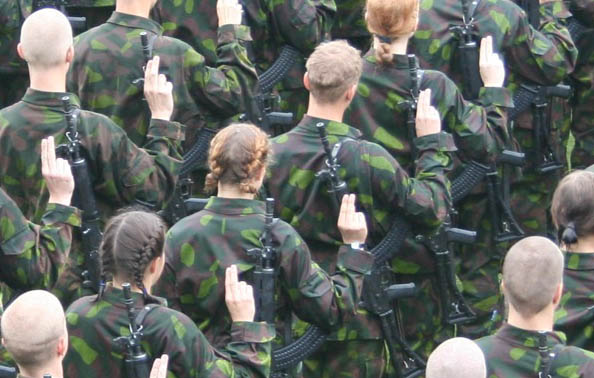
Finska rekryter avlägger krigsmannaeden.

Krigsmannaed avläggs och försäkran avges enligt följande formulär:
Jag N.N. lovar och försäkrar
I eden: inför Gud den allsmäktige och allvetande,
I försäkran: på heder och samvete,
att vara en pålitlig medborgare trogen Finlands rike. Jag vill redligt tjäna mitt land och efter all min förmåga söka och främja dess väl och bästa.
Jag vill överallt och under alla omständigheter, i fred såväl som i krig, försvara mitt fädernesland, dess lagliga statsskick och rikets lagliga överhöghet. Om jag förnimmer eller erfar något som är på färde för störtande av landets lagliga överhöghet eller för upphävande av landets statsskick vill jag ofördröjligen uppge det för myndigheterna.
Jag viker inte i något läge från den trupp som jag hör till eller från min post inom den, utan så länge krafterna står mig bi fullgör jag det uppdrag som anförtrotts mig.
Jag lovar att uppföra mig redbart och rakryggat, att lyda mina överordnade, följa lagar och förordningar samt väl bevara tjänstehemligheter som anförtrotts mig. Jag vill också vara rättfram och hjälpsam mot mina vapenkamrater. Jag skall aldrig bryta mot min tjänsteplikt, vare sig för släktskaps, vänskap, avunds eller ovänskaps skull eller av fruktan, på grund av gåvor eller av annan orsak.
Om jag tilldelas överordnads ställning, vill jag vara rättvis mot mina underordnade, vårda mig om deras välbefinnande, informera mig om deras önskemål, vara deras rådgivare och handledare samt för egen del vara ett gott och sporrande föredöme för dem.
Allt detta vill jag på heder och samvete uppfylla.

## Irland
Jag [NAMN] svär [ELLER förklarar högtidligen] att jag skall vara Irland trogen och lojal mot dess Författning och att jag så länge jag tillhör Försvarsmakten kommer att lyda alla lagliga order givna mig av mina överordnade officerare och medan jag tillhör den Ständigt Tjänstgörande Försvarsmakten så kommer jag inte att bli medlem eller stödja någon politisk organisation eller förening eller hemligt sällskap vilket det vara månde och att jag, om jag kommer att tillhöra den Tidvis Tjänstgörande Försvarsmakten, så kommer jag inte, medan jag tillhör den Tidvis Tjänstgörande Försvarsmakten, att bli medlem av eller stödja något hemligt sällskap vilket det vara månde.  

## Ryssland

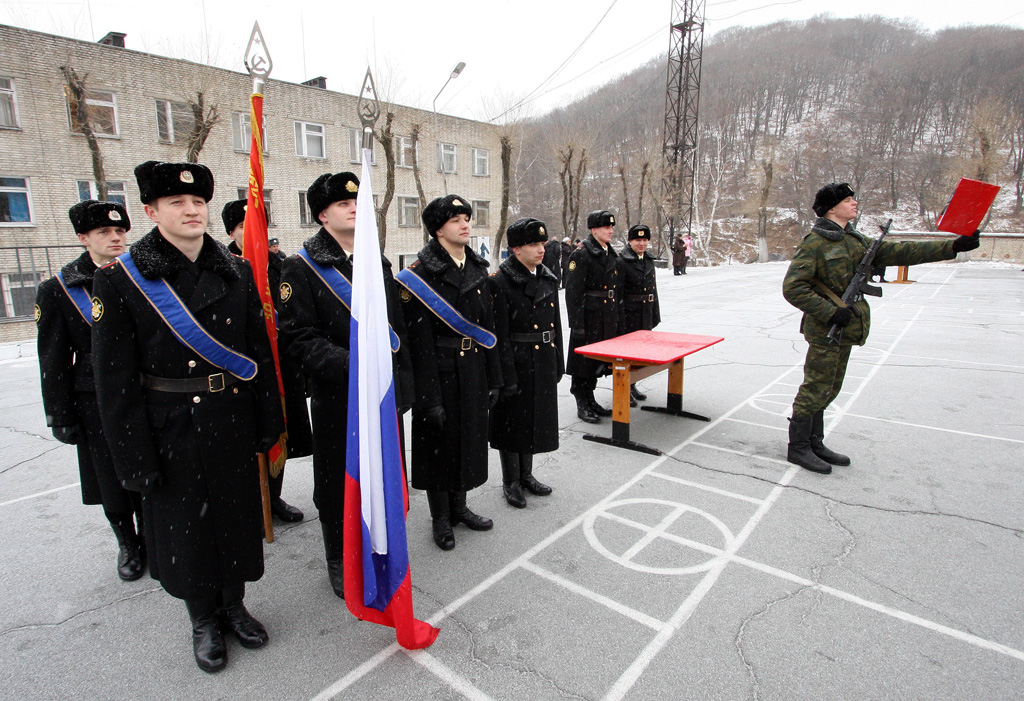
Rekryter vid Stillahavsflottan avlägger faneden.

Jag [FULLSTÄNDIGT NAMN] svär högtidligen min trohet till mitt fosterland, den Ryska federationen.
Jag svär att troget följa den Ryska federationens författning, strikt följa militära regler och mina chefers och överordnades order.  Tillförlitligt genomföra min militärtjänst, modigt försvara frihet, oberoende och Rysslands konstitutionella ordning, folk och fosterland.

## Schweiz
Vid inträde i aktiv tjänst, dvs. vid mobilisering av hela eller delar av den schweiziska armén till försvar eller inrikes tjänstgöring, avlägger soldaterna en ed eller försäkran som påminner om deras förpliktelser.
Jag svär [ELLER lovar] att,
- tjäna det schweiziska edsförbundet med all kraft;
- försvara schweizerfolkets rätt och frihet;
- uppfylla mina plikter med livet som insats;
- med kamratlig sammanhållning förbli trogen mot det egna förbandet;
- följa krigsfolkrättens regler.

## Storbritannien
Alla som tar anställning i den brittiska armén och flygvapnet och alla underofficerare och soldater som tar anställning i den brittiska marinkåren skall avlägga följande trohetsed (eller trohetsförsäkran) Oath of Allegiance.

Jag [NAMN] svär vid den Allsmäktige Guden [ELLER högtidligen, uppriktigt och sanneligen förklarar och försäkrar] att jag skall vara trofast och visa sann trohet mot Hennes Majestät Drottning Elizabeth den Andra, Hennes Arvingar och Efterträdare, och att jag också, som min plikt kräver, ärligen och trofast skall försvara Hennes Majestät, Hennes Arvingar och Efterträdare, till Person, Krona och Värdighet mot alla fiender, och skall iakttaga och lyda alla order från Hennes Majestät, Hennes Arvingar och Efterträdare, samt från de generaler och officerare som är satta över mig. Så hjälpe mig Gud. 

Ingen trohetsed avkrävs av den som tar anställning vid den brittiska flottan, då denna inte existerar på grund av lagstiftning utan som ett kungligt prerogativ. Ingen trohetsed avkrävs heller av dem som blir utnämnda till officerare i marinkåren, då de inte är anställda innan de får officersfullmakt.

## Sverige
Soldaterinran, juridisk term, är påminnelsen om soldatens skyldigheter, såväl vad som gäller för honom eller henne enligt förordning 1996:927 och i övrigt under tjänstgöringen, som upplysningar om grunddragen i rikets säkerhets- och försvarspolitik.
Chefen för organisationsenheten där personen är stationerad, eller någon av chefen uppmanad individ, skall läsa upp följande:

### Soldaterinran (nuvarande)
| ” | Du har nu påbörjat din militära utbildning och är en del av Försvarsmakten. Jag erinrar dig om vad detta innebär. Det svenska försvaret garanterar Sveriges oberoende och fred. Det ska värna vår demokrati, vår självständighet och vår frihet att själva utforma vår rättsordning och vår kultur. Genom att hjälpa andra länder och deras medborgare bidrar vi till fred, demokrati och respekt för mänskliga rättigheter i vår omvärld. Samtidigt främjar vi vår egen säkerhet. Du tillhör nu Försvarsmaktens personal och du utgör därmed del av dess viktigaste resurs. Det är på oss som Försvarsmaktens förmåga slutligen beror. Om vi blir angripna ska vi och övriga invånare tillsammans och med våra gemensamma krafter med alla medel försvara vårt land och vår frihet. När vi tjänstgör utomlands är vi representanter för Sverige med det ansvar som detta innebär. Vi ska alltid göra vårt yttersta, oavsett uppgift och vårt handlande ska präglas av de värderingar som vi är satta att försvara. Som soldat i Försvarsmakten är du utvald att försvara vårt land och att tjäna freden. Situationer kan uppstå då det är på dig allting hänger. Att du har tillgodogjort dig din utbildning och har förmåga och vilja att utföra dina uppgifter är avgörande. Du ska ta ansvar för ditt handlande och vara ett föredöme för andra. Inom Försvarsmakten kommer du alltid att vara del av en grupp. Gruppens styrka är avgörande för vår förmåga att utföra de uppgifter som åligger oss. Du ska främja sammanhållning och god anda och vara ett stöd för dina kamrater. Kränkande behandling ska alltid motverkas och respekten för de mänskliga rättigheterna upprätthållas. Din insats är viktig och den behövs för Sverige. Jag välkomnar dig till Försvarsmakten. | „ |

### Soldaterinran (gammal)
| ” | Sedan du nu har påbörjat din grundläggande militärutbildning erinrar jag dig om vad det innebär att vara soldat i landets tjänst. Det svenska försvaret skall verka för att vår fred och vårt oberoende bevaras. Det skall värna vår frihet att själva forma vår rättsordning och vår kultur. Om Sverige blir angripet, skall vi med vapenmakt hindra att landet faller i angriparens hand. Försvarets styrka och landets säkerhet beror på den personliga insats som du och alla vi andra kan göra och på allas vår förmåga att samverka för att lösa de uppgifter som ålagts oss. Värdet av dina insatser bestäms av de kunskaper och färdigheter som du förvärvar under utbildningen och av din vilja att fullgöra de uppgifter som möter dig. Såväl i fred som i krig skall vi samvetsgrant och efter bästa förmåga fullgöra våra uppgifter och lyda givna order. Vi skall vara vaksamma mot allt som kan äventyra landets säkerhet. Genom vårt personliga föredöme skall vi främja samhörighet och god anda inom försvaret. Om kriget kommer, skall vi med gemensamma krafter till det yttersta försvara vårt land. | „ |

### Krigsmans erinran
Soldaterinran, som tidigare benämndes Krigsmans erinran eller Erinran om krigsmans förpliktelser, skall enligt bestämmelserna meddelas under värdiga former. Texten förmedlas ofta under en högtidlig ceremoni, varvid förbandschefen även upplyser soldaterna eller sjömännen om förbandets traditioner och historiska bakgrund. I regel deltar förbandets fana med fanvakt och stor flaggning beordras. Korum och krigsmannabön kan förekomma. Ceremonin avslutas med nationalsången.
Krigsmans erinran hade följande lydelse:
| ”                                             | Krigsman skall frukta Gud och vara Konungen huld och trogen. Han skall med nit och trohet uppfylla alla de plikter, honom i tjänsten åläggas, samvetsgrant och efter bästa förmåga verkställa mottagna befallningar och föreskrifter samt vid alla tillfällen iakttaga ett värdigt och rättskaffens uppförande. Hans oavlåtliga strävan skall vara att väl bereda sig för krigets värv. Vid ofred skall han mot rikets fiender sig städse manligen och väl förhålla samt med liv och blod Konung och Fädernesland försvara. | „ |
| – Ur Soldatinstruktion för infanteriet, 1942. | |   |

Krigsmans erinran ersatte 2 december 1887 krigsmannaeden och ändrades 1966 till soldaterinran.
Krigsmans erinran : ett lördagsdrama (1948) är titeln på en bok av Herbert Grevenius.

### Trohetsed
Från år 1695 svor de svenska soldaterna och officerarna en Trohetsed som löd:
| ” | 1. Så snart någon Regements-Officerare eller Compagnie Över-Officerare undfår Kongl. Maj:ts nådige fullmakt på sin tjänst och beställning, så skall densamma efter Kongl. Maj:ts för vart Regemente avfattade och dem tillskickade Eds- Formulär sin skriftliga Ed under sin egen hand och manliga signatur, med år och dag samt ort och ställe, enär och varefter den skriven är, underdånigst ingiva, således, att Översten bemälte sin skriftliga Ed till Kongl. Maj:t, om han är så när, själv underdånigst överlevererar, eller då han frånvarande är, med brev underdånigst insänder, men Överste-Löjtnanten, Majoren och Compagnie Över- Officerarna skola sådana deras Eder på bemälte sätt efter Formuläret avfattade och underskrivna tillställa, vilken sedan med dem hos Kongl. Maj:t underdånigst inkommer. 2. Översten, Överste-Löjtnanten och Majoren, skola sedan så snart någon av dem kommer till Stockholm, sig uti Krigs-Collegioanmäla, besagde Ed dersammastädes livligen avlägga. 3. Men Compagnie Över-Officerarna skall Översten, eller i dess frånvaro, på Ordres, Överste-Löjtnanten vid förste Regements-, Bataljons-Möte, var sin Ed livligen för sig avlägga låta: Således att, sedan Regementet eller den Bataljon, eller ock det Compagnie, som tillstädes är, på befalld tid och ort samlat och ställt är, gör det en ring, varuti Översten med alla Över-Officerare inrycka, ståendes allesammans under flygande fanor i gevär, och de Gemena skyldra. Så befaller Öfwersten de Officeraren som Eden avlägga skal, träda fram mitt uti ringen, därest han på Överstens vidare orders blottar sitt huvud och tager halvpiken, och om det är en Fänrik, Fanan, i vänstra handen, då Regements- Auditeuren eller skrivaren närbemälte dess Ed honom förestavar den han med uppräckta tu finger af den högra handen har, ord ifrån ord överljudt eftersäger. Sedan det beställt är, sätter han sin hatt på, tager piken eller fanan i högra handen och ställer sig på sin ort. 4. Om vid sådant tillfälle två eller flera Kaptener, Löjtnanter eller Fänrikar vore, som Eden ej avlagt hava, så kan densamma på en gång dem, som är i samma tjänst och beställning, alldeles efter bemälte metod förestavas. 5. Under-Officerare och Gemena, göra ej deras Ed skriftelig, utan allenast muntelig, och det på följande sätt: Sedan Regementet, Bataljonen eller kompaniet, som ovan förmält ställt i en ring är, och alle stå i gevär och skyldra, befaller Översten de nykomne som Eden göra skola, rycka fram i ringen, sätta gevär till fot och taga det i vänstra handen, både mousquetare och piquenerare, och blotta deras huvud, då Regements-Auditeuren eller Skrivaren, dem deras Ed efter Formuläret förestavar, vilken de med uppräckte tu finger af den högra handen har, ord ifrån ord, var för sig överljud efterfråga. Sedan alt skett är, förmanar Översten dem alla väl betänka deras Ed, och den troligen eftersträva, befaller dem så att uppsätta deras hattar och att ställa sig var till sin ort och skyldra. 6. Därnäst öppnas ringen, ställandes sig Regementet, Bataljonen eller Compagniet som förr. 7.Regemente-Auditeuren skall, sedan allt är beställt, föra till Protokolls och riktigt anteckna, när ock varest sådant skett är, samt allesamman som svurit hava, sändandes Översten av bemälte Protokoll Kongl. Maj:t ett underskrivet rent Extrakt tillhanda; vilket Översten och alla vederbörande, hava sig till underdånig rättelse att ställa. Actum ut Supra Carolus. | „ |

## Tyskland
I Tyskland avlägger soldater följande högtidliga löfte.

Jag svär att troget tjäna förbundsrepubliken Tyskland och att tappert försvara det tyska folkets rätt och frihet.

(Värnpliktiga i Tyskland avlade tidigare en liknande ed, med skillnaden : "Jag lovar att...")

## USA

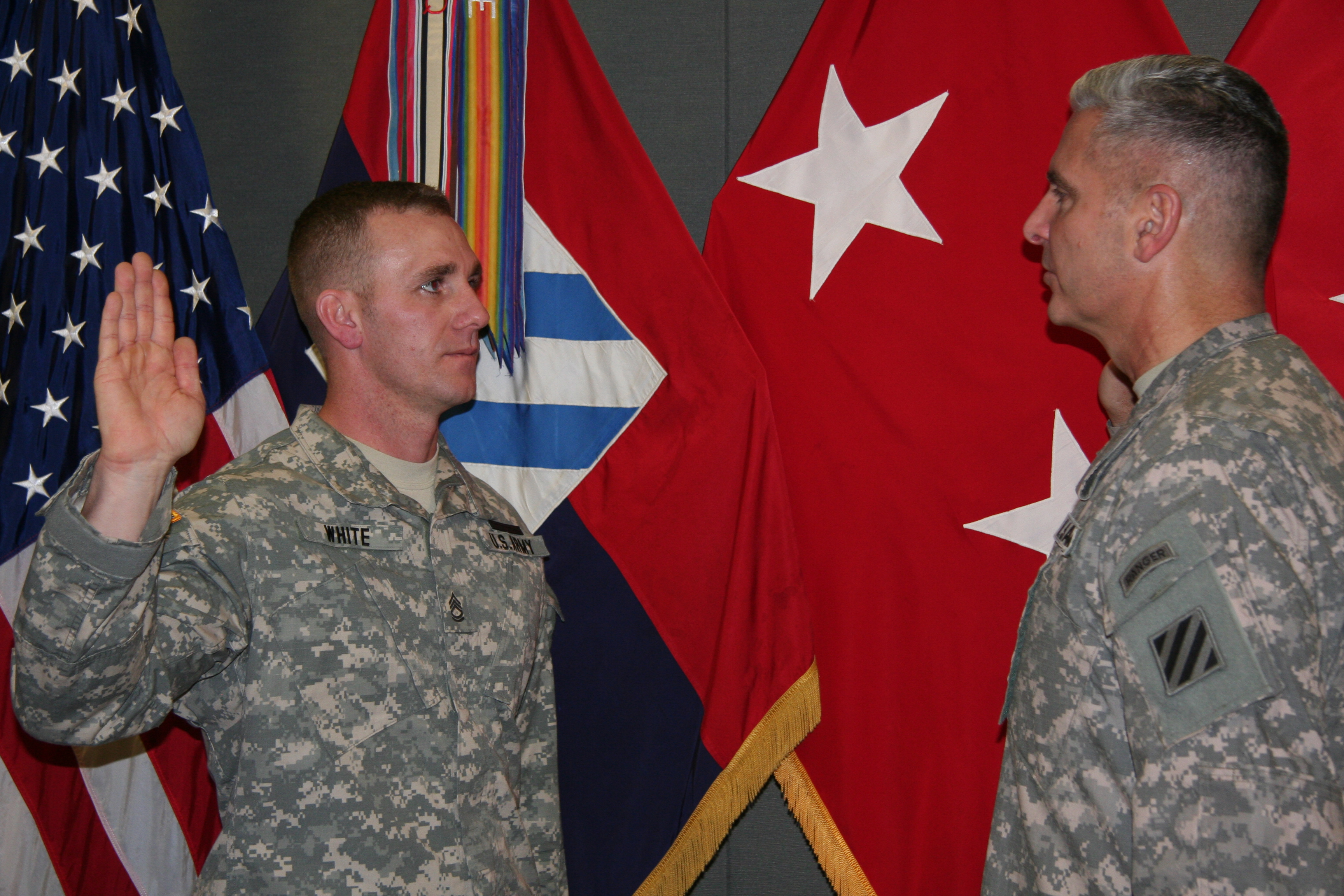
En underofficer i den amerikanska armén upprepar sin anställningsed vid befordran till fanjunkare.

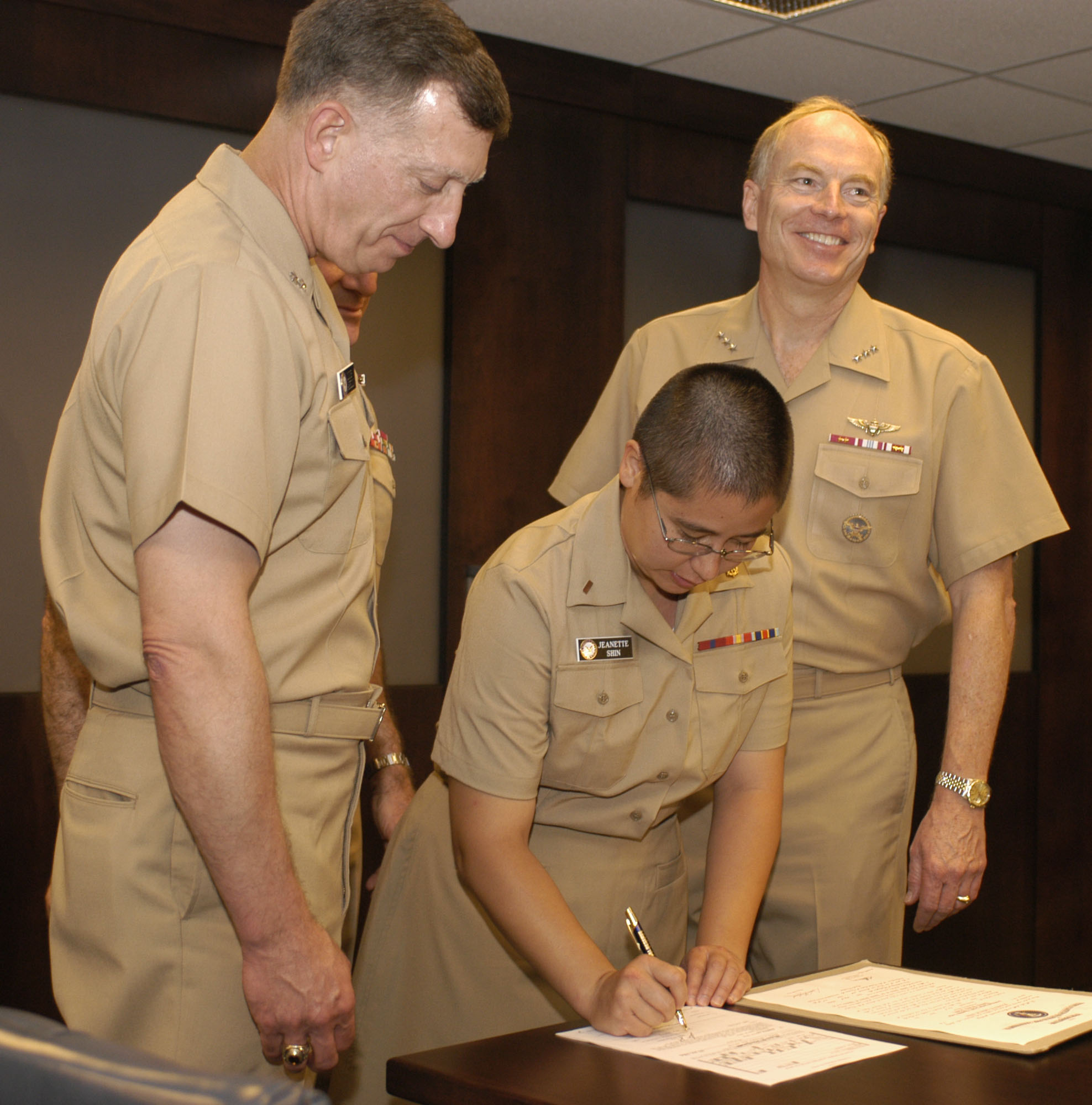
En nyutnämnd amerikansk sjöofficer skriver under den ämbetsed hon just avlagt.

Vid anställning i Förenta Staternas försvarsmakt (utom nationalgardet) avläggs följande anställningsed eller försäkran.

Jag [NAMN] svär [eller lovar] högtidligen att jag skall stödja och försvara Förenta Staternas författning mot alla fiender, utländska eller inhemska; att jag vill vara sann och trogen mot densamma; och att jag skall lyda alla befallningar som ges av Förenta Staternas president och mina överordnaden, i enlighet med tjänstereglementet och den militära strafflagen. Så hjälpe mig Gud.

Arméofficerare avlägger följande ämbetsed eller försäkran vid sin utnämning.

Jag [NAMN], som har blivit utnämnd till officer i Förenta Staternas armé, som angivits ovan i graden [TJÄNSTEGRAD] svär [ELLER lovar] högtidligen att jag skall stödja och försvara Förenta Staternas författning mot alla fiender, utländska eller inhemska, att jag vill vara sann och trogen mot densamma; att jag frivilligt påtager mig denna förpliktelse, utan några mentala förbehåll eller undanflyende avsikter; och att jag skall väl och troget uppfylla de plikter som officer som jag nu skall påbörja; så hjälpe mig Gud.

Vid anställning i Nationalgardet avläggs följande ed eller försäkran.

Jag [NAMN] svär [eller lovar] högtidligen att jag skall stödja och försvara Förenta Staternas författning och staten [DELSTATENS NAMN] mot alla fiender, utländska eller inhemska; att jag vill vara sann och trogen mot desamma; och att jag skall lyda alla befallningar som ges av Förenta Staternas president, [DELSTATENS NAMN]s guvernör och mina överordnaden, i enlighet med gällande lagar och reglementen. Så hjälpe mig Gud.

## Vatikanstaten

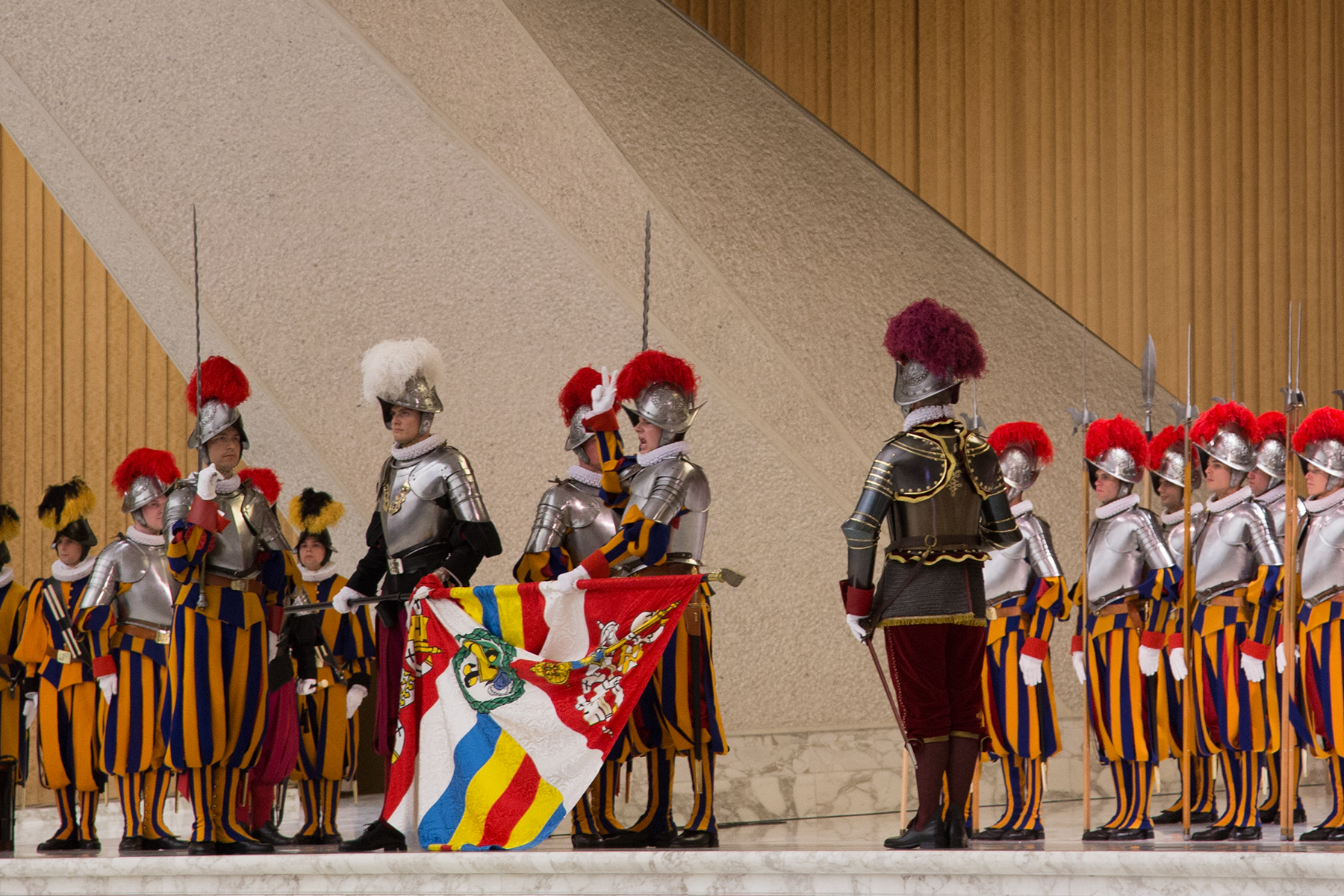
En rekryt avlägger eden på Schweizergardets fana.

Nya rekryter till Schweizergardet avlägger faneden den 6 maj.

Jag svär att troget, redligt och hedersamt tjäna den regerande påven [NAMN PÅ AKTUELL PÅVE] och hans rättmätiga efterföljare, och att sätta in min fulla kraft för honom, beredd, om det så skulle krävas, att ge mitt liv för honom. Vid den apostoliska stolens sedisvakans tar jag på mig samma förpliktelse gentemot det heliga kardinalskollegiet. 
Jag lovar vidare herr kommendanten och mina övriga överordnande aktning, trohet och lydnad. Jag svär att iakttaga allt detta som mitt stånds ära kräver.
Jag, [NAMN] svär, att troget och hedersamt hålla allt detta, som nu har blivit uppläst för mig, så hjälpe mig Gud och hans helgon.

## Österrike

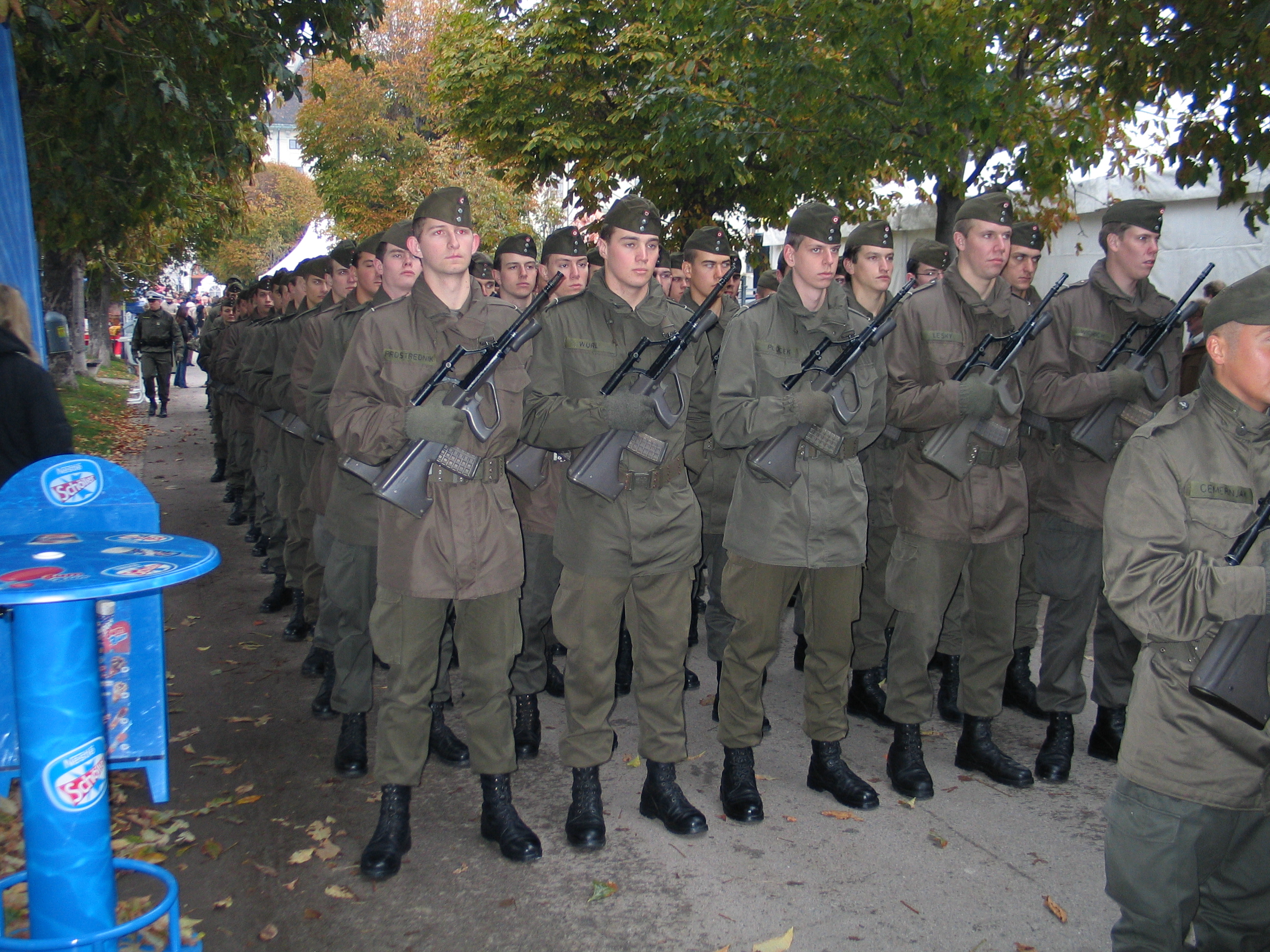
Österrikiska rekryter uppställda inför avläggandet av trohetslöftet.

I Österrike avlägger rekryterna följande trohetslöfte:

Jag lovar att skydda och med vapen försvara mitt fosterland, Republiken Österrike, och dess folk; jag lovar att visa lagarna och de lagliga myndigheterna trohet och lydnad, att punktligt och noggrant lyda och följa alla mina förmäns order och med alla mina krafter tjäna Republiken och det österrikiska folket.

### Webbkällor
- Feierliches Gelöbnis Tyskland

- Förordning med bestämmelser för Försvarsmaktens personal Sverige

- Statsrådets förordning om krigsmannaed Finland

- Military Careers Irland

- U.S. Armed Forces Oath of Enlistment USA

- Oaths of Enlistment and Oaths of Office USA

- Dienstreglement der Schweizer Armee Schweiz

- Values and Standards of the British Army (punkt 8) Storbritannien

- Wehrgesetz 2001 (§ 41 (7)) Österrike